# Покровское (Перемышльский район)
Покро́вское — деревня в Перемышльском районе Калужской области, административный центр сельского поселения деревня Покровское.

## География
Расположена на автодороге регионального значения 29К-015 на берегу реки Большая Гвидка, в 6 километрах на юг от районного центра — села Перемышль.

## Население
| 2002 | 2010 |
| ---- | ---- |
| 321  | ↘304 |

## История
Поселение известно с допетровских времён. По свидетельству инженера и архитектора Н. И. Рошефора, православный храм Преображения Господня (Преображенский) в Покровском был возведен каменным помещиком Сомовым, взамен ветхой деревянной церкви, построенной предположительно в XVII веке. В храме находились уникальные иконы: Казанской Божией матери XVI века и Покрова, писанная в XVII веке.
В атласе Калужского наместничества, изданного в 1782 году, — Покровское, разделённое Козельским трактом на два «полсела», обозначено на карте и упоминается как населенный пункт в составе Перемышльского уезда (наделы 158, 164). Разделённое на несколько владений, принадлежало помещикам Камыниным, Рожневым, Сомовым и Надежиным.
В 1858 году село (вл.) Покровское 1-го стана Перемышльского уезда, при речке Гвидке и православной церкви, 23 дворах и 297 жителях на почтовом Киевском тракте.
К 1914 году Покровское — село Рыченской волости Перемышльского уезда Калужской губернии с собственной церковно-приходской школой. В 1913 году население — 503 человека.
В годы Великой Отечественной войны деревня была оккупирована войсками Нацистской Германии с 8 октября по конец декабря 1941 года. Освобождена в ходе Калужской наступательной операции частями 50-й армии генерал-лейтенанта И. В. Болдина.

## Объекты историко-культурного наследия
Памятник землякам, погибшим в годы Великой Отечественной войны, расположен в центре деревни. Возведён в начале 1970-х годов. На постаменте установлена фигура советского солдата в каске, в правой руке он держит автомат. На лицевой стороне постамента надпись: «Воинам-землякам, погибшим в Великой Отечественной войне 1941—1945 гг. от благодарных земляков»..

## Комментарии
1. ↑  Храм со всеми постройками, утварью и реликвиями безвозвратно утерян[4].